# Kavaklar, Baklan
Kavaklar là một xã thuộc huyện Baklan, tỉnh Denizli, Thổ Nhĩ Kỳ. Dân số thời điểm năm 2010 là 363 người.